# De jonge moeder
De jonge moeder is een schilderij van Gerrit Dou uit 1658. Dit genrestuk, dat lang koninklijk bezit is geweest, maakt sinds 1822 deel uit van de collectie van het Mauritshuis in Den Haag. 

## Voorstelling
Hoewel Dou Rembrandts eerste leerling was, nam hij diens schilderstijl niet over. Dou ontwikkelde een verfijnde en gepolijste techniek die hem in staat stelde bijzonder gedetailleerde schilderijen af te leveren. Realistische en minutieuze genrestukken zijn dan ook het handelsmerk van de Leidse fijnschilders, waarvan Dou de aanvoerder was. Zijn signatuur is verwerkt in het glas-en-loodraam. 
Op De jonge moeder zit een jonge vrouw aan het raam te handwerken. Zij kijkt even op van haar werk richting de toeschouwer. Naast haar ligt haar baby in een wiegje van wilgentenen, verzorgd door een dienstmeid. In het interieur, dat verlicht wordt door zonlicht dat door het venster valt, zijn opvallend veel voorwerpen te zien. Bij het raam is een klein stilleven geschilderd met een mand met het karkas van een konijn naast een omgevallen tinnen kan. In de hoek rechtsonder pakt de kunstenaar nog meer uit. In ogenschijnlijke wanorde zijn onder meer een omgevallen lantaarn, een bezem, een bos wortelen, een vis op een bord en een dode vogel weergegeven. Op de achtergrond zijn nog vaag twee personen bij een smeulend haardvuur waar te nemen.
De genrestukken uit de zeventiende eeuw staan vaak bol van de symboliek, al is die voor de hedendaagse toeschouwer niet altijd onmiddellijk te doorgronden. Zo staat het handwerk van de jonge moeder symbool voor deugdzaamheid evenals het voetenstoofje dat volledig onder de rok van de vrouw staat. Op de pilaar achter de vrouw is een Cupido te zien, een verwijzing naar de (echtelijke) liefde waarvan de baby het resultaat is. De mantel en het zwaard van de echtgenoot zijn opgehangen aan dezelfde pilaar. Ook het muiltje op de grond en vogelkooi aan de pilaar zijn erotische symbolen. 
Ten slotte kan nog gewezen worden op het gebruik van gordijnen. Op verschillende plaatsen in het interieur schilderde Dou afhangende doeken die samen met het landschap dat nog net door het raam te zien is, diepte geven aan het schilderij.

## Herkomst
Om de net aan de macht gekomen Engelse koning Karel II gunstig te stemmen, boden de Staten-Generaal der Nederlanden en de Staten van Holland en West-Friesland hem een groot aantal geschenken aan waaronder zo'n 25 schilderijen. Ook De jonge moeder maakte deel uit van deze Dutch Gift. Het onderwerp van het schilderij zou als een vingerwijzing gezien kunnen worden naar Maria Henriëtte Stuart, zuster van de koning en weduwe van stadhouder Willem II. Zij moest onder moeilijke politieke omstandigheden waken over de belangen van haar zoon Willem. Karel II was buitengewoon te spreken over het werk van Dou en probeerde de schilder naar Engeland te halen. Dou ging echter niet op dit verzoek in. 
Nadat het schilderij enkele decennia in een van de Engelse koninklijke paleizen had gehangen, haalde koning-stadhouder Willem III het werk weer naar Nederland. Hier kreeg het een plaatsje in paleis Het Loo, als tegenhanger van Rembrandts Het loflied van Simeon. Na enige omzwervingen kwam het schilderij in 1774 in de Galerij Prins Willem V in Den Haag terecht. In de tijd van Napoleon belandde het schilderij in het Louvre om na de teruggave eerst in de Galerij Prins Willem V en vanaf 1822 in het Mauritshuis tentoongesteld te worden.

## Afbeelding

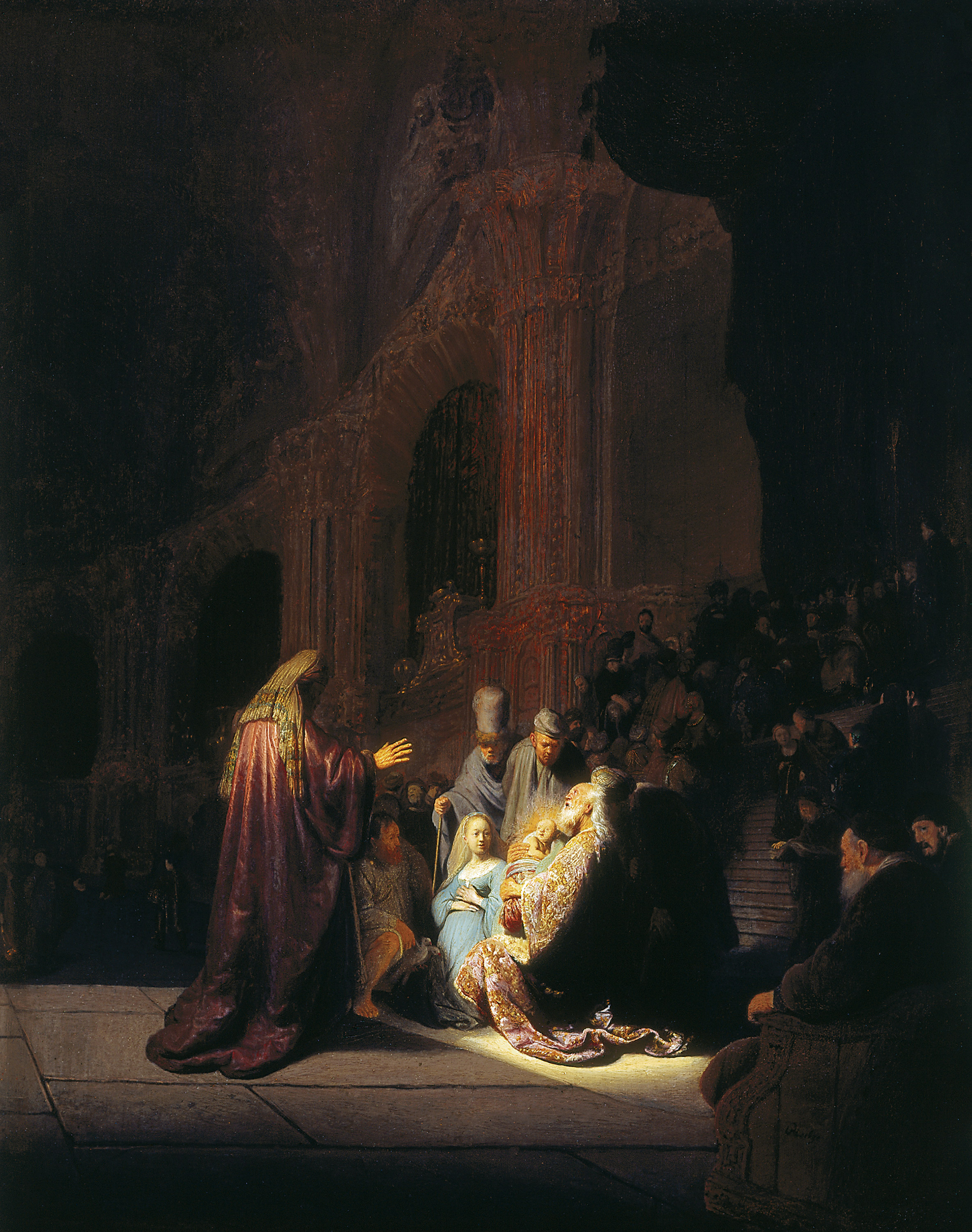
Het loflied van Simeon - Rembrandt van Rijn